# Siège de Namur (1746)
Pour les articles homonymes, voir Siège de Namur.
Guerre de Succession d'Autriche
Batailles
- Mollwitz (04-1741)
- Chotusitz (05-1742)
- Sahay (05-1742)
- Prague (06/12-1742)
- Dettingen (06-1743)
- Cap Sicié (02-1744)
- 19 mai 1744
- Menin (05/06-1744)
- Ypres (06-1744)
- Furnes (07-1744)
- Fribourg (11-1744)
- Tournai (04/06-1745)
- Pfaffenhofen (04-1745)
- Fontenoy (05-1745)
- Hohenfriedberg (06-1745)
- Melle (07-1745)
- Gand (07-1745)
- Bruges (07-1745)
- Audenarde (07-1745)
- Termonde (08-1745)
- Ostende (08-1745)
- Nieuport (08/09-1745)
- Ath (09/10-1745)
- Soor (09-1745)
- Hennersdorf (11-1745)
- Kesselsdorf (12-1745)
- Culloden (04-1746)
- Mons (06/07-1746)
- Bruxelles (01/02-1746)
- Namur (09-1746)
- Charleroi (07/08-1746)
- Lorient (09/10-1746)
- Rocourt (10-1746)
- Cap Finisterre (1er) (05-1747)
- Lauffeld (07-1747)
- Bergen-op-Zoom (07/09-1747)
- Cap Finisterre (2e) (10-1747)
- Saint-Louis-du-Sud (03-1748)
- 18 mars 1748
- Maastricht (04/05-1748)

Campagnes italiennes
- Combat de Saint-Tropez (06-1742)
- Camposanto (02-1743)
- Villafranca (04-1744)
- Casteldelfino (07-1744)
- Velletri (08-1744)
- Madonne de l'Olmo (09-1744)
- Bassignana (09-1745)
- Josseau (10-1745)
- Plaisance (06-1746)
- Tidone (08-1746)
- Rottofreddo (08-1746)
- Gênes (1er) (12-1746)
- Gênes (2e) (07-1747)
- Assietta (07-1747)

Le siège de Namur est un épisode de la guerre de Succession d'Autriche qui a eu lieu du 6 au 30 septembre 1746.

## Historique
La France, la Prusse, l’Espagne et la Bavière avaient attaqué à la fois l’Autriche dans ses États d’Allemagne et d’Italie. Les Pays-Bas, d’abord épargnés, devinrent le théâtre suivant de la guerre lorsque Louis XV envahit, en 1745, la Belgique avec une armée de 100 000 hommes commandée par le maréchal de Saxe. L’année suivante, les troupes françaises emportèrent Charleroi et vinrent investir, dans les premiers jours de septembre 1746, Namur sous le commandement du prince de Clermont.
La garnison, qui se composait de onze bataillons hollandais et de deux bataillons d'Impériaux, en tout 7 000 hommes était sous les ordres du comte de Colyar qui, à raison de son grand âge et de ses infirmités, obtint la permission de se retirer, et sortit de la ville, le 13 septembre, après avoir remis le commandement dans les mains du général Crommelin.
La ville fut attaquée du côté de la porte de Saint-Nicolas. Les Français établirent d’abord deux batteries vis-à-vis des forts de Saint-Antoine et de l’Espinois et, quelques jours après, dans la nuit du 11 au 12, la tranchée fut ouverte. Déjà plus de 400 Hollandais avaient passé à l’ennemi.
Dans la nuit du 18 au 19, les assiégeants étaient maîtres de tous les ouvrages avancés, à l’exception du fort Coquelet et de Jambes. Le 19, à la pointe du jour, les assiégés abandonnèrent Jambes après avoir fait sauter trois arches du pont de Meuse. À 7 h du matin, le fort Coquelet se rendit et à 11 h, la ville arborait le drapeau blanc.
Les troupes françaises s’apprêtèrent alors à faire le siège du château où s’était réfugiée, non sans de nouvelles désertions, la garnison. Les batteries ayant été élevées à la fois contre le Donjon, Terre Neuve et le fort d'Orange, le feu recommença dans l’après-midi du 24. Une bombe fit sauter un des magasins à poudre et le feu ne tarda pas à se communiquer aux bâtiments voisins, notamment à l’église Saint-Pierre.
Au bout de quelques jours, les Français s’étaient emparés du fort Camus et de divers ouvrages extérieurs. Ils avaient pratiqué des brèches suffisantes au château et au fort d'Orange, et s’apprêtaient à donner un assaut, lorsque les assiégés arborèrent le drapeau blanc, le 30 à 18 h.
La garnison demeura prisonnière de guerre. Le 4 octobre, le conseil provincial et le magistrat prêtèrent serment en mains de l’intendant français. Le traité d'Aix-la-Chapelle d'octobre 1748 mettant fin à la guerre, ayant restitué les Pays-Bas à l’Autriche, les Français quittèrent Namur, le 10 février 1749.

## Sources et bibliographie
- Jules Borgnet, Promenades dans Namur, t. 1, Namur, A. Wesmael-Legros, 1859, p. 49.
- Jean Bérenger et Jean Meyer, La France dans le monde au XVIIIe siècle, Paris, SEDES, coll. « Regards sur l'Histoire », 1993, 380 p. (ISBN 2-7181-3814-9)
- Garnier Jacques (dir.), Dictionnaire Perrin des guerres et des batailles de l'histoire de France, Paris, éditions Perrin, 2004, 906 p. (ISBN 2-262-00829-9)
- Lucien Bély, Les relations internationales en Europe au XVIIe – XVIIIe siècle, Paris, Presses universitaires de France, coll. « Thémis », 1992, 731 p. (ISBN 2-13-044355-9)
- André Zysberg, La monarchie des Lumières : 1715-1786, Paris, Éditions du Seuil, coll. « Points Histoire », 2002, 552 p. (ISBN 2-02-019886-X)
- Michel Antoine, Louis XV, Paris, éditions Hachette, coll. « Pluriel », 1989, 1052 p. (ISBN 2-01-017818-1)